# فاطمه سلطان باغبانباشی
فاطمه‌سلطان باغبان‌باشی  معروف به خانم‌باشی یکی از همسران صیغه‌ای و محبوب ناصرالدین‌شاه بود.

## زندگی‌نامه
فاطمه سلطان ملقب به خانم باشی، دختر باغبان باغ اقدسیه بود. او دختر بزرگ محمدحسین باغبانباشی بود و خواهری کوچکتر به نام ماهرخسار داشت. پدرش باغبان باغ امین اقدس، یکی از قدرتمندترین و بانفوذترین زنان ناصرالدین شاه قاجار بود.

## نخستین دیدار شاه با فاطمه سلطان
ناصرالدین شاه در روزهای پایانی سال ۱۲۶۷ ه‍.ش در باغ امین اقدس، فاطمه سلطان را ملاقات کرد. شاه بادیدن چشمهای فاطمه سلطان به یاد چشمهای زن محبوب ازدست رفته اش جیران افتاد؛ بنابراین شاه فاطمه سلطان را به عقد غیر دائم خود دراورد.
امین اقدس از این موضوع خوشحال شد زیرا با وجود فاطمه سلطان، شاه بیشتر به باغ اقدسیه می‌رفت و بنابراین بیشتر با امین اقدس ملاقات می‌کرد. از این رو امین اقدس تربیت فاطمه سلطان را بر عهده گرفت.
آنچه جالب می‌باشد و حتی مورد توجه ناصرالدین شاه قرار گرفته‌است ارتباط این دو هوو می‌باشد. آنچنان که شاه در خاطرات خودش می‌نویسد:
«امین اقدس و غیره امروز سواره، به صاحبقرانیه رفته بودند. در وقت رفتن باغبانباشی، اسب تاخته‌است زمین پرزوری خورده بود (به سختی به زمین‌خورده بود). عصری امین اقدس را دیدم اوقاتش تلخ بود. خود باغبانباشی را هم دیدم زیر چشم راستش سیاه و کبود و خون‌آلود بود. خیلی صدمه خورده بود قرار شد فردا زالو بیندازد. فردا که حاجی حیدر آمد گفتم زالو آورده پنج زالو انداختند.»

## فرزندان خانم باشی از شاه قاجار
قبل از سفر سوم شاه به اروپا، خانم باشی باردار می‌شود. شاه در خاطرات خودش ذکر کرده که در ۱۹ صفر ۱۳۰۹ ه‍.ق خانم باشی فرزند پسری در تهران به دنیا آورده است. هر چند که شادی شاه و خانم باشی دوامی نداشت و آن کودک در چهار ماهگی از دنیا رفت.
در سال ۱۳۰۹ شاه به همراه سه تا از زنان خود به اراک رفت. امین اقدس، عایشه خانم و فاطمه سلطان باغبانباشی باردار، شاه را همراهی کردند. طولانی بودن سفر و تکان‌های کالسکه سبب شد که کودک خانم باشی آسیب ببیند. شاه به دلیل اینکه نمی‌خواسته از زن زیبای خود دور باشد با وجود خطر برای همسر باردارش او را به سفر برده. در آن زمان خانم باشی پنج‌ماهه حامله بوده‌است.
اعتمادالسلطنه در خاطرات خود آورده است:
در بیست و دوم ذیقعده سال ۱۳۰۹ ه‍.ق خانم باشی بچه را سقط کرد.

## لقب فروغ السلطنه
این لقب متعلق به جیران زن درگذشته ناصرالدین شاه بود. مونس الدوله ندیمهٔ دربار در خاطراتش آورده است که زن‌های دیگر ناصرالدین شاه، خانم باشی را مجاب کرده بودند که نیم تنه ای تهیه کند و روی ان لقب «فروغ السلطنه» را ملیله دوزی کند.
خانم باشی نیز به دلیل جوانی و ناپختگی دست به چنین کاری می‌زند و در مجلسی که شاه به همراه تمام همسران خویش بوده‌است آن نیم تنه را به تن می‌کند. شاه با دیدن لقب فروغ السلطنه برروی نیم تنهٔ خانم باشی برفروخته شده و با فریاد به او امر می‌کند که برود نیم تنه را عوض کند و با لباس دیگری بیاید.
البته ظاهراً شاه توافق کرده بوده که این لقب را به خانم باشی بدهد ولی نمی‌دانسته چگونه رضایت همسران با نفوذ و پرقدرت قدیمی خود را جلب کند. مانند انیس‌الدوله و امین اقدس که در زمان جوانی و قدرت هرگز چنین درخواستی نداشته‌اند.
نوه دختری شاه در کتاب «یاداشت‌هایی از زندکی خصوصی ناصرالدین شاه» در خصوص خانم باشی، چنین نوشته‌است:
«این زن معروف به خانم باشی یا باغبانباشی، دختر باغبان اقدسیه بود که با جیران، زنی که ناصرالدین شاه بسیار دوست می‌داشت، شباهتی داشت.»

## ازدواج شاه با ماه رخسار
یکی از عجیب‌ترین رفتار شاه قاجار عشق و علاقهٔ او به ماه رخسار خواهر کوچکتر خانم باشی بود. شاه از این دختر ده دوازده ساله چنان خوشش آمده بود که تصمیم می‌گیرد با او ازدواج کند. در اختیار کردن همزمان دو خواهر مانع بزرگ و چالش جدید این ازدواج برای شاه نبود که پیشتر از این، شاه دو خواهر با نام‌های عایشه و لیلی را به عقد خود درآورده بود. این مخالفت خانم باشی بود که سدی بزرگ بر سر راه ناصرالدین شاه شده بود. تا جایی که گفته بود اگر شاه چنین کاری بکند، تریاک خورده و خود را خلاص می‌کند.
اعتماد السلطنه چنین آورده است که:
«شاه (به ماه‌رخسار) میل مفرط دارد و در حقیقت عاشق است. مدام و متصل اشعار عاشقانه می‌خواند و آنی و دقیقه‌ای از خیال او بیرون نیست».
حتی اعتماد السلطنه پا را فراتر می‌گذارد و به شاه می‌گوید
«دو خواهر را گرفتن کار قدیم شماست. بعد از هفتاد سال کار تازه‌ای بکنید».
شاه که اختیار از دست داده بود در نهایت دور از چشم خانم باشی، ماه‌رخسار خواهر خانم‌باشی را در جاجرود به اندرون می‌برد.
خانم باشی که هنوز نمی‌دانسته چه بین شاه و خواهرش گذشته‌است، از شاه درخواست می‌کند که امر به ازدواج خواهرش با شخص دیگری کند تا خیال خانم باشی راحت شود؛ و مادامی که شاه چنین نکند، نتواند کامی از خانم باشی بجوید.
ظاهراً شاه واسطه‌هایی برای گرفتن رضایت به نزد خانم باشی فرستاده‌است. از جمله شمس الدوله و میرزا علی‌اصغرخان امین‌السلطان صدراعظم. با انجام این کار ظاهراً شاه مقدمات خیانت همسرش به خود را فراهم کرده بود.
میرزا علی‌خان امین‌الدوله در خاطرات خود آورده است که
«صدراعظم که کار را به کام دید (از خانم‌باشی) عیش مدام گرفت.» 
به نظر میرسد که رفتار های ماهرخسار نیز عشق و عطش شاه را بیشتر می کرده است. متن زیر از خاطرات تاج السلطنه برگرفته شده است.
«…و این دختر، عشق خود را با کارهای کودکانه که از روی کمال صداقت و درستی بود اثبات می‌نمود. مثلا با منع و جری (مخالفت شدیدی) که از طرف خواهر بزرگش می‌دید باز وقتی پدرم را می‌دید دوان دوان خود را به آغوش او انداخته و با گریه می‌گفت: آه! آمدی؟ خوب کردی آمدی. امروز ده مرتبه بیشتر (مرا) کتک زدند، برای اینکه دل من برای تو تنگ شده بود و برای تو گریه کرده، عکس تو را می‌بوسیدم!».
در این بین شاه مخفیانه با ماه رخسار دور از چشم خانم باشی در ارتباط بود. . با در نهایت خانم باشی پس از گرفتن املاک و هدایای بسیار به این امر رضایت داد مشروط به اینکه شاه ماهرخسار را به اندرونی نیاورده و خانه ای جدا در شهر برای او تهیه کند. شاه نیز چنین کرد. هرچند دیری نپایید که شاه ترور شد.

## ترور ناصرالدین شاه و نقش خانم باشی
هرچند که خانم باشی از محبوب‌ترین و پرقدرت‌ترین زنان پایان دوران ناصرالدین شاه بوده‌است ولی ظاهراً علاقه و تمایل ناصرالدین شاه به خواهر کوچکترش «ماه رخسار» سبب کینه و دلخوری شدید شده. تا آن جایی که برخی معتقد بودند که او دستی در دسیسهٔ قتل شاه داشته‌است. برخی دیگر مانند تاج‌السلطنه دختر کوچک ناصرالدین شاه، خانم باشی را بری از این گناه می‌دانست.
تاج‌السلطنه در خصوص خانم باشی چنین آورده است:
«و این زن (فاطمه سلطان) را لازم است بشناسیم. زیرا که اشخاص بدخواه و آن کسانی که به او رشک می‌بردند و نمی‌توانستند با او در مقام عناد برآیند، او را پس از قتل حضرت سلطان، متهم و لکه‌دار کردند. لیکن من دامن او را از این گناه بری می‌دانم، زیرا که اگر پدرم را دوست نمی‌داشت، اقتدارات شخصی خود را که دوست می‌داشت! و هیچ وقت راضی به قتل او و تنزل خود نمی‌شد»

## دزدیده شدن خانم باشی
تا چندین ماه پس از درگذشت ناصرالدین شاه و برتخت نشستن مظفرالدین‌شاه هیچ گونه خبری از خانم باشی نبود. تا اینکه مظفرالدین شاه میرزا علی اصغر خان امین السلطنه را عزل کرد و به قم تبعید کرد. با تبعید صدراعظم به قم، پدر خانم باشی جرئت کرده و شکایت به نزد مظفرالدین شاه برده که پس از درگذشت شاه شهید، صدراعظم به زور خانم باشی را در اختیار خود کرده و به نزد خود برده. هنوز هم پس از تبعید می‌گوید عیال من می‌باشد. شاه جدید که از بی آبروگی زنان پدرش خوشش نمیامد دستور داد چوب فراوان به صدراعظم مخلوع زده و خانم باشی را به خانهٔ پدر فرستاند.

## ازدواج فرمایشی با قهرمان خان
مظفرالدین‌شاه برای اینکه خاطرش از کار خانم باشی راحت باشد دستور داد که او را به عقد قهرمان خان حاحبی تبریزی، امیر آخور محمدعلی میرزا درآورند. قهرمان خان که مردی سالخورده بود از این فرمایش شاه بسیار خوشحال بود و در پوست خود نمی‌گنجید.
وقتی خانم باشی سی و چند ساله بود، قهرمان خان درگذشت و خانم باشی با رضاخان بصیرالدوله هروی از مشاورین احمد شاه، ازدواج کرد. 

## فرزندان
فاطمه سلطان سه پسر و دو دختر از قهرمان خان داشت. دختر کوچکش به نام خدیجه با امام قلی شاهقلی ازدواج کرد و ثمرهٔ آن ازدواج دکتر منوچهر شاهقلی بود که سالها وزیر بهداشت در دوران نخست‌وزیری هویدا بود.
از دیگر نوه‌های خانم باشی ویدا حاجبی بود. 
از ازدواج اخرش با رضا هروی تنها یک دختر به نام افسرالملوک داشت.

## مرگ
پس از طی یک زندگی پرفراز و نشیب در اواخر زمستان سال ۱۳۳۶ه‍.ش در تهران، در کوچه ای که به نام خودش خانم باشی خوانده می‌شد و بعدها به نام کوچه هدایت تغییر نام داد، فاطمه سلطان باغبانباشی ملقب به خانم باشی درگذشت. او هرگز خاطرات خود را ننوشت و داستانی از زندگی خود در حرمسرای ناصری بازگو نکرد.